# Saprinus vermiculatus
Saprinus vermiculatus är en skalbaggsart som beskrevs av Reichardt 1923. Saprinus vermiculatus ingår i släktet Saprinus och familjen stumpbaggar. Inga underarter finns listade i Catalogue of Life.